# ۱۲۶۲۱ الصوفی
سیارک ۱۲۶۲۱ الصوفی (به انگلیسی: 12621 Alsufi، نامگذاری: 6585P-L) دوازده هزار و ششصد و بیست و یکمین سیارک کشف شده‌است که در ۲۴ سپتامبر ۱۹۶۰ کشف شد.
این سیارک به افتخار عبدالرحمان صوفی ستاره‌شناس ایرانی نام‌گذاری شده‌است.